# Robert P. Murphy
Robert P. Murphy, detto Bob (New York, 23 maggio 1976), è un economista statunitense, esponente della scuola austriaca.

## Educazione e vita privata
Murphy ha ottenuto il suo bachelor nel 1998, all'Hillsdale College. Successivamente tornò nel luogo natale, New York, dove ha continuato i suoi studi alla New York University; nel 2003 ha ottenuto il Ph.D. con una tesi finale sui cambiamenti intertemporali non previsti nelle teorie dell'interesse.
Murphy vive a Nashville (Tennessee) ed è sposato con Rachael Murphy, dalla quale ha avuto un figlio, Joel Clark Murphy. È cristiano ed ha detto di se stesso: "Le mie convinzioni etiche sono state formate dall'esperienza cristiana, ed io sono un fermo difensore del diritto naturale".

## Carriera
Dopo aver ottenuto il Ph.D. Murphy ha ottenuto il ruolo di professore di economia all'Hillsdale College, ruolo lasciato nel 2006 quando tornò a New York. Tra il 2006 e il 2007 Murphy è stato analista e ricercatore per la Laffer Associates.
Murphy è un membro importante del Pacific Research Institute ed ha spesso collaborato con il Ludwig von Mises Institute. È anche editorialista per Townhall.com e LewRockwell.com, membro del Mackinac Center for Public Policy ed economista per l'Institute for Energy Research. Ha pubblicato diverse opere con Walter Block.
Oggi offre privatamente consulenza economiche e finanziarie.

## Opere
- Chaos Theory, 2002
- The Politically Incorrect Guide to Capitalism, 2007